# Mallrat
Mallrat, pseudônimo de Grace Kathleen Elizabeth Shaw (Brisbane, 25 de setembro de 1998), é uma cantora e rapper australiana.

## Biografia
Em 2017, Mallrat se apresentou no Splendor in the Grass e abriu shows para o Peking Duk. Em 2018, ele lançou o EP In the Sky, promovido pelo indivíduo Better , UFO e Groceries : os dois primeiros receberam disco de ouro certificado na Austrália, graças a 35.000 cópias vendidas cada, enquanto o terceiro alcançou a 57ª posição do ARIA Singles Chart, sendo então certificado de platina na Austrália, graças a 70.000 cópias distribuídas no país. Entre 2018 e 2019, ele acompanhou Maggie Rogers em seu Heard It em uma turnê mundial de Heard It in a Past Life. Em 2019, o single Nobody's Home foi lançado, certificado como disco de ouro na pátria e embarcou para uma turnê nacional. Em agosto de 2019, o EP Driving Music foi lançado, alcançando a 10ª posição na parada de álbuns da ARIA; o single Charlie ficou em 50º na Austrália, onde foi certificado em ouro.  No MTV Europe Music Awards de 2019, o cantor recebeu uma indicação na categoria Melhor artista australiano.

## Discografia

### Estúdio de álbum
- 2016 – Uninvited
- 2018 – In the Sky
- 2019 – Driving Music

### Single

#### Como artista principal
- 2015 – Suicide Blonde
- 2015 – Sunglasses
- 2016 – Inside Voices
- 2016 – For Real
- 2017 – Better
- 2018 – UFO
- 2018 – Groceries
- 2019 – Nobody's Home
- 2019 – Charlie

#### Como artista convidado
- 2016 – Get Money! (E^ST feat. Mallrat)
- 2017 – Rush Hour (Oh Boy feat. Mallrat)
- 2017 – Shoulders (Golden Vessel feat. Elkkle e Mallrat)

## Outros projetos
- O Wikimedia Commons contém imagens ou outros arquivos de Mallrat